# Малый Атмас (Омская область)
Малый Атмас — деревня в  Черлакском районе Омской области России. Входит в состав Большеатмасского сельского поселения. Население 384 чел. (2010) .

## История
В соответствии с Законом Омской области от 30 июля 2004 года № 548-ОЗ «О границах и статусе муниципальных образований Омской области» деревня вошла в состав образованного муниципального образования «Большеатмасское сельское поселение». 

## География
Малый Атмас  находится  на  юге  региона,   в пределах  Курумбельской степи, являющейся частью Чебаклы-Суминской впадины, вблизи государственной границы с Казахстаном, на реке Иртыш и ее старицы Атмасик. 
Абсолютная высота — 91 м. над уровнем моря.

## Население
| 2010 |
| ---- |
| 384  |

Гендерный состав
По данным Всероссийской переписи населения 2010 года в гендерной структуре населения из 384 человек мужчин — 193, женщин — 191	(50,3 и 49,7 % соответственно)
Национальный состав
Согласно результатам переписи 2002 года, в национальной структуре населения русские составляли  82 % от общей численности населения в 444 чел. .

## Инфраструктура
Малоатмасская Основная Общеобразовательная школа (Школьная ул., 27).
Дом культуры (Школьная ул., 16).

## Транспорт
Подъезд к деревне Малый Атмас (идентификационный номер 52 ОП МЗ Н-577 ) длиной 3,53 км..